# Escape from Havana
Escape from Havana är debutalbumet av rapparen Mellow Man Ace. Det släpptes den 30 augusti 1989 av Capitol Records. Escape from Havana nådde nummer 69 på Billboard 200.